# День державності Боснії і Герцеговини
День державності (босн. Dan državnosti / серб. кир.: Дан државности) — свято, яке відзначається у Федерації Боснії та Герцеговини щороку 25 листопада.
Боснія і Герцеговина вирішила відзначити день у 1943 році, коли Державна антифашистська рада національного визволення Боснії і Герцеговини (ЗАВНОБіГ) ухвалила резолюцію ЗАВНОБІГ, у якій проголошується воля народів БіГ щодо того, щоб Федеративна Народна Республіка Югославія була їхньою країною.
Законом про проголошення 25 листопада Днем державності Боснії і Герцеговини (Офіційний вісник РБІГ, № 9/95) визначено, що 25 листопада відзначається Днем державності Боснії і Герцеговини.
День державності не слід плутати з Днем незалежності, який щорічно відзначається 1 березня на честь референдуму 1992 року, який показав, що більшість боснійців і хорватів виступають за те, щоб стати суверенною нацією. Загальна явка виборців склала 63,73 %, 99,7 % з яких проголосували за незалежність, тоді як більшість сербського населення бойкотувала референдум.